# Rodalb
Die Rodalb, auch Rodalbe, im Quellgebiet auch Moosbach genannt, ist ein knapp 26 km langes Fließgewässer im Landkreis Südwestpfalz (Rheinland-Pfalz) und ein linker Nebenfluss des Schwarzbachs.

## Name
Die Herkunft des Gewässernamens ist nicht eindeutig geklärt. Als alb bezeichneten die in der Latènezeit hier ansässigen Kelten Flüsse oder Bäche. Für den Namensbestandteil Rod, zeitweise auch Roth, gibt es zwei Erklärungsansätze. Zum einen könnte der rote Sand des Flussbettes der Namensgeber sein, zum anderen die Tatsache, dass in den Talauen durch das Roden (Rotten) der Wälder weite Wiesen- und Ackerflächen angelegt wurden.

## Geographie

### Verlauf
Die Rodalb entspringt im südwestlichen Pfälzerwald südlich der Stadt Pirmasens beim Weiler Rodalberhof, der zur Ortsgemeinde Lemberg gehört, auf etwa 379 m Höhe. Ihre Quelle ist mit dem Ritterstein 209 markiert.
Zunächst fließt das Gewässer etwa 10 km nach Nordosten. Dabei passiert es die Ortsgemeinden Lemberg mit dem Lemberger Weiher, einem 1 ha großen Woog von 200 m Länge und 50 m Breite, sowie Ruppertsweiler. Dann wendet sich die Rodalb für 4 km nach Norden, begleitet 2 km weit die Bundesstraße 10 und durchfließt Münchweiler. Bei dessen Ortsteil Riegelbrunnerhof nimmt sie mit der 12 km langen Merzalbe von rechts her ihren stärksten Zufluss auf und wechselt erneut die Richtung, diesmal für 11 km nach Nordwesten. Auf diesem Weg durchfließt sie die Kleinstadt Rodalben.
Nördlich der Wohnbebauung von Biebermühle, auf der Gemarkung der Ortsgemeinde Thaleischweiler-Fröschen, mündet die Rodalb auf etwa 240 m Höhe von links in den Schwarzbach.

### Zuflüsse
Nachfolgend sind die Zuflüsse der Rodalb von deren Quelle bis zur Mündung mit Länge (km) und Einzugsgebiet (km²) aufgelistet.
- (Bach von den Drei Buchen) (rechts), 0,5 km und 0,28 km²
- Rothenbach (rechts), 0,6 km und 0,57 km²
- Horbach (links), 2,7 km und 4,07 km²
- (Bach vom Starkenbrunnen) (links), 1,4 km und 2,54 km²
- Langenbach (rechts), 0,5 km und 0,25 km²
- Lamsbach (links), 4,6 km und 18,64 km²
- Marksbächel (rechts), 0,8 km und 0,51 km²
- Merzalbe (rechts), 12,2 km und 28,72 km²
- Hohlbach (rechts), 1,5 km und 2,60 km²
- Dreiweiherbach (rechts), 1,8 km und 3,19 km²
- Langenbach (links), 3,1 km und 3,42 km²
- Lindersbach (rechts), 2,2 km und 1,81 km²
- Hodentalbach (rechts), 0,9 km und 0,52 km²
- Horbach (links), 1,2 km und 0,65 km²
- Steinbach (links), 4,9 km und 8,06 km²
- Mutterbach (rechts), 2,7 km und 5,87 km²
- Kreuztalbach (links), 2,6 km und 1,92 km²

## Sehenswürdigkeiten

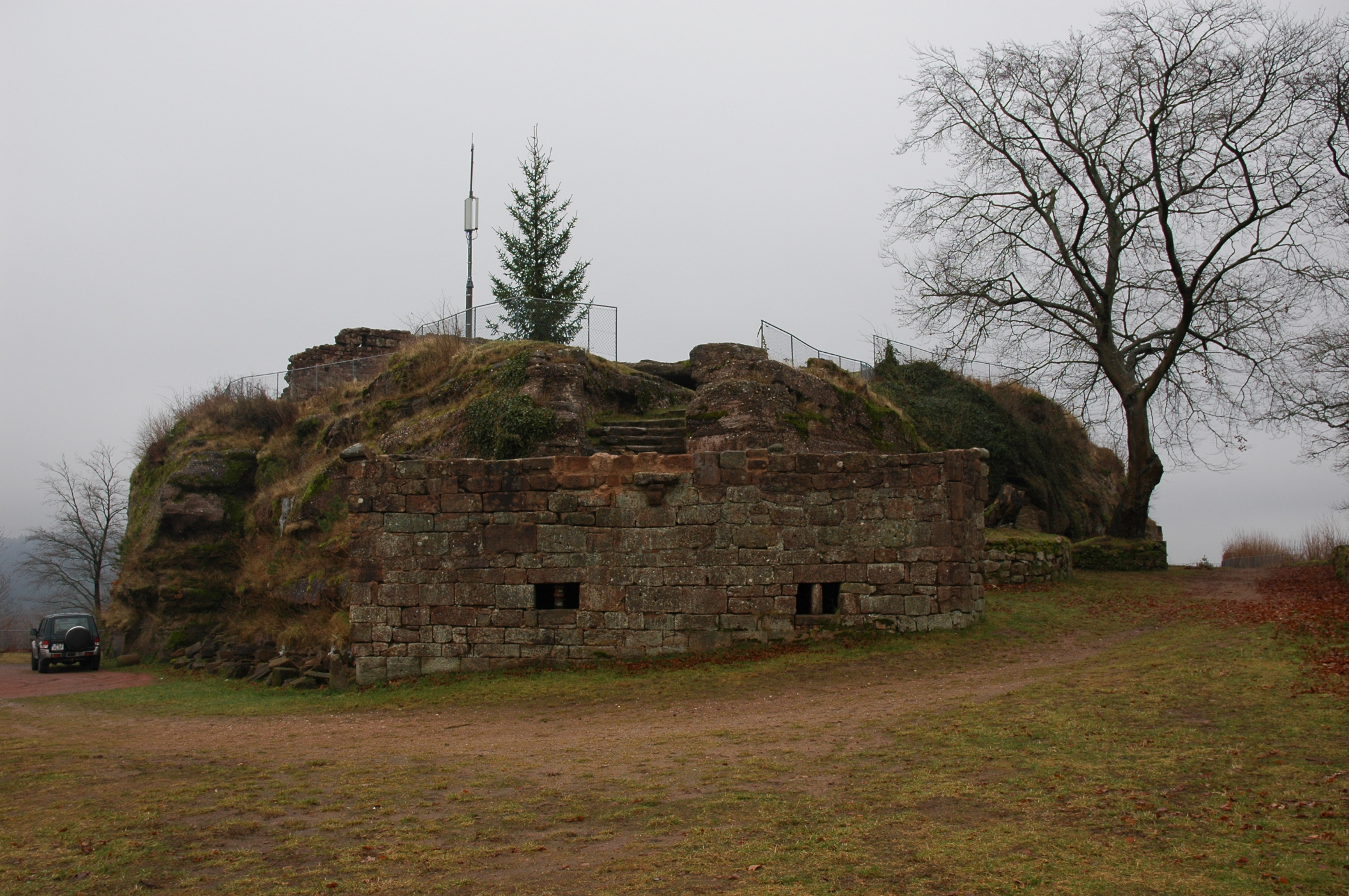
Burgruine Lemberg
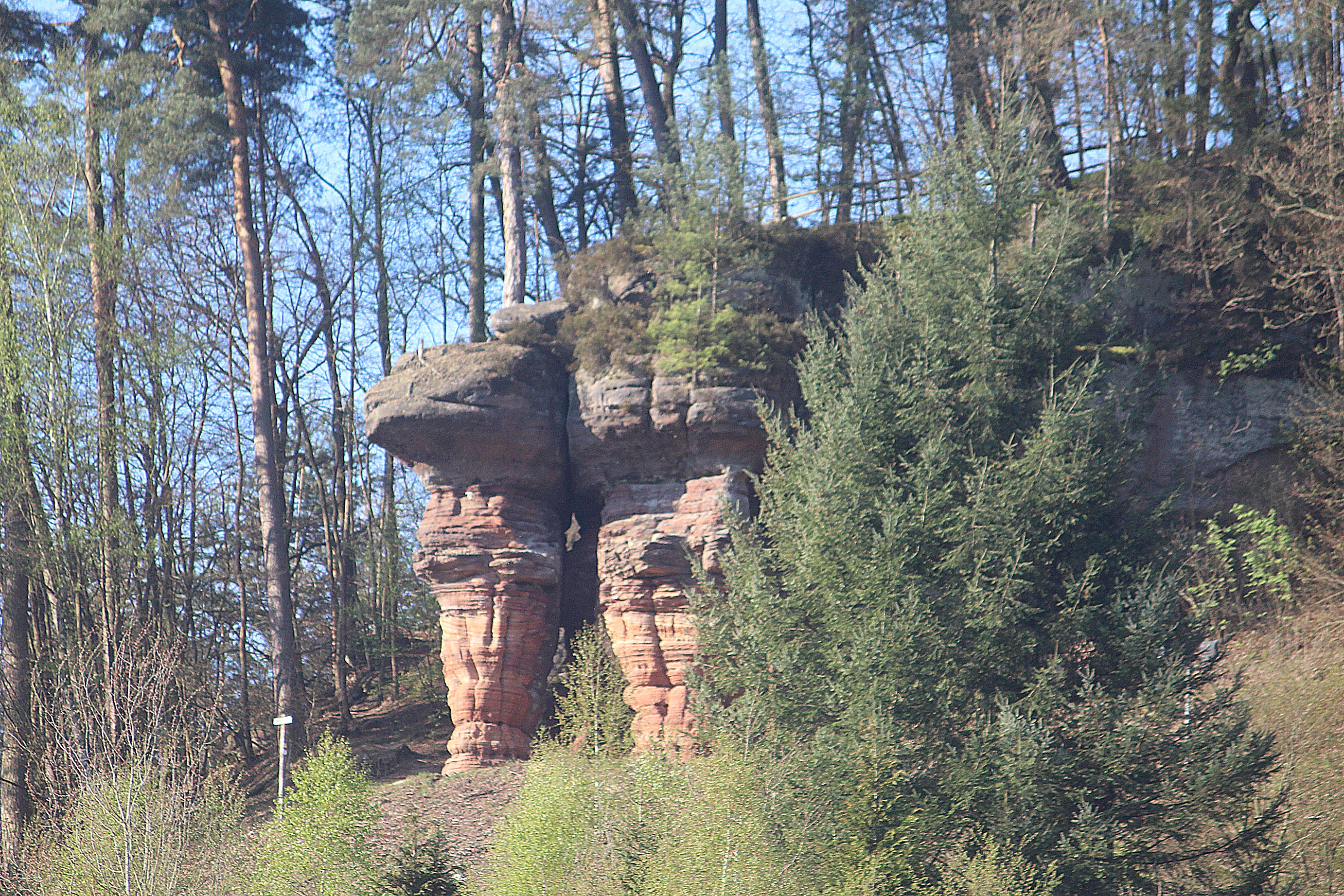
Bruderfelsen
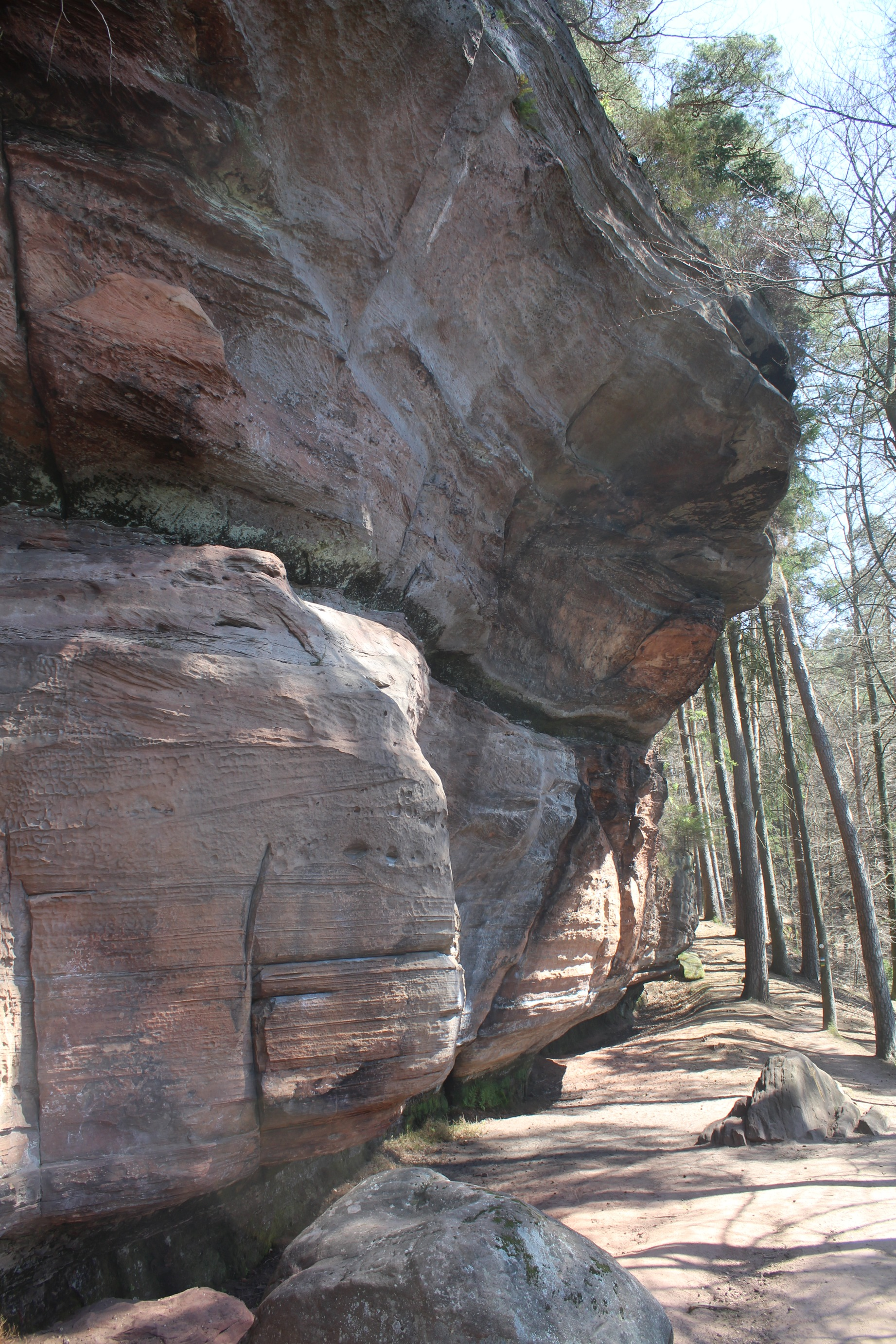
Saufelsen
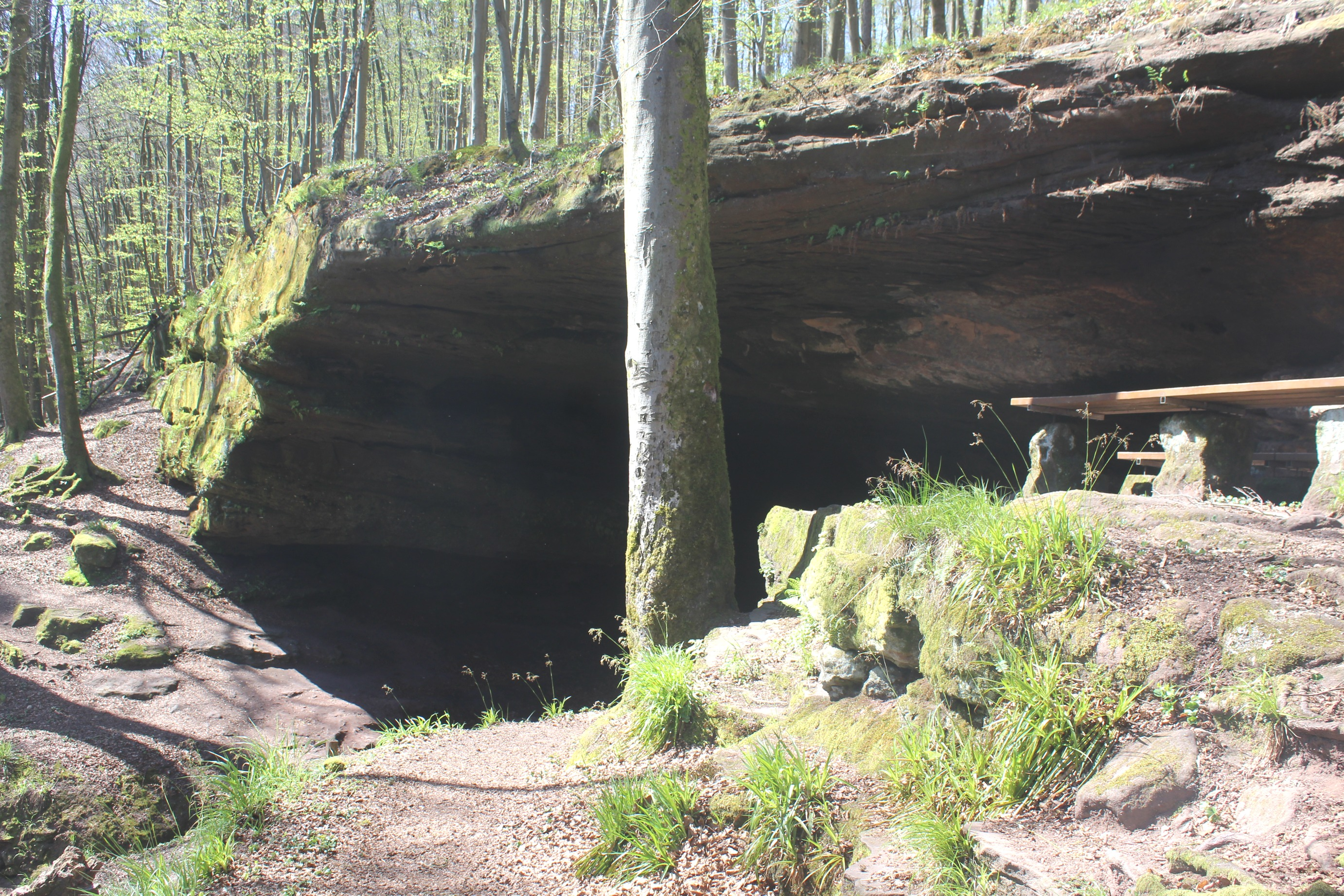
Bärenhöhle

- Oberhalb von Lemberg steht die um das Jahr 1200 erbaute Burg Lemberg, die 1689 von französischen Truppen zerstört wurde und seither Ruine ist.
- Mit einer Streckenlänge von bis zu 45 km führt der Rodalber Felsenwanderweg durch die Waldgegend um Rodalben und berührt dabei zahlreiche Buntsandstein-Felsformationen.[3]
- Wahrzeichen der Stadt Rodalben sind der zwei massive Steinsäulen aufweisende Bruderfelsen und der Saufelsen,[4] der seinen Namen wegen der Wildschweine bekam, welche die Früchte der dort wachsenden Eichen und Buchen fraßen.[5]
- Die größte natürliche Felsenhöhle der Pfalz, die Rodalber Bärenhöhle (27 m breit, 9 m hoch und 37 m tief), liegt am Felsenwanderweg.[4]

## Verkehr
Zwischen der Quelle und Lemberg verlaufen an der Rodalb nur untergeordnete Wege und Straßen. In Lemberg unterquert das Gewässer die Landesstraße 486 (Pirmasens–Salzwoog) und begleitet anschließend die Kreisstraße 36 bis zur Ostgrenze von Ruppertsweiler. Bis Münchweiler fließt die Rodalb neben der Bundesstraße 10 (Landau–Pirmasens) her, dann bis zum Riegelbrunnerhof neben der Landesstraße 496. Bei der Mündung der Merzalbe zweigt nach links die Landesstraße 497 ab, die im Weiler Biebermühle in die Bundesstraße 270 (Pirmasens–Kaiserslautern) einmündet.